# Пискунов, Константин Федотович
Константин Федотович Пискунов — советский литератор и издатель.

## Биография
Родился в 1905 году в Козлове. Член КПСС.
Окончил Литературно-издательский институт.
В 1923—1928 гг. — рабочий-отборщик в Первой Образцовой типографии.
В 1928—1940 гг. — секретарь, редактор Детского отдела, старший редактор, заместитель главного редактора, старший редактор издательства «Молодая гвардия» и Детиздата ЦК ВЛКСМ.
В 1940—1941 гг. — ответственный редактор сектора детского вещания Радиокомитета.
Участник Великой Отечественной войны: доброволец в Московском коммунистическом полку, миномётчик 1194-го стрелкового полка 359-й стрелковой дивизии.
В 1943—1948 гг. — заведующий редакцией современной художественной литературы для детей младшего возраста Детгиза.
В 1948—1974 гг. — директор Государственного издательства детской литературы.
Умер в 1981 году в Москве.

## Оценки
Как-то, ещё в Москве, мы в шутку решили создать международное общество «фанатиков» детской литературы. Фанатиком № 1 был единогласно признан наш Пискунов..

## Награды
- Орден Октябрьской Революции (09.09.1971)
- Орден Трудового Красного Знамени (28.10.1948, 04.05.1962)